# Tobrabach
Der Tobrabach, gelegentlich auch „die Tobra“ genannt, ist ein Bach im Gewässernetz der Naarn (Fluss) im Bezirk Perg in Oberösterreich. Hauptort am Tobrabach ist die Ortschaft Tobra.

## Der Name Tobra
Der auch für die Ortschaft Tobra namensgebende Tobrabach verfügt vermutlich etymologisch über slawische Wurzeln: „Tobra“ oder „Dobra“ steht für „guter Bach“. Das Wort „Tabra“ kommt bereits bei den Kelten vor und weist auf eine wasserreiche Gegend hin. Alternativ könnte sich der Name von der germanischen Wortwurzel *dab- mit der Bedeutung „feucht“ ableiten.

## Geografie
Der Tobrabach entspringt an der Grenze zur Gemeinde Rechberg auf dem Gemeindegebiet von Windhaag bei Perg, heißt bevor er ins Machland gelangt Modlerbach und später Kropfmühlbach. Er hat ein Einzugsgebiet von 47,8 Quadratkilometern.
Südlich von Tobra wird ein Teil des Wassers in den künstlich angelegten Tobrakanal ausgeleitet und in südwestlicher Richtung über den kleinen Naarnkanal der Naarn zugeführt.
Der Tobrabach selbst ändert etwa einen Kilometer südlich von Tobra die Richtung und fließt dann entlang der Grenze zu Mitterkirchen in Richtung Osten, nimmt den Arbingerbach und den Deimingerbach auf und mündet südöstlich von Kühhofen in den Mettensdorfer Mühlbach. Der Bach wurde ausgehend von der Mündung in den Mettensdorfer Mühlbach auf einer Länge von 17,8 Kilometern kartiert.
Zuflüsse des Tobrabachs sind der aus Windhaag bei Perg kommende Hausbergbach, der aus der Ortschaft Saxenegg in der Katastralgemeinde Innernstein der Marktgemeinde Münzbach kommende Schwertmüllerbach, der aus Priehetsberg in der Marktgemeinde Münzbach kommende Wieserbach und der an der Grenze zwischen Groißing und Priehetsberg fließende Falkenauerbach.
Folgende Gemeinden werden vom Tobrabach berührt oder durchflossen: Rechberg, Windhaag bei Perg, Münzbach, Perg, Arbing, Mitterkirchen im Machland und Baumgartenberg.
Das Einzugsgebiet des Tobrabaches fällt geologisch in drei von 41 Raumeinheiten des Bundeslandes Oberösterreich. Der nördliche Teil des Tobrabachtales einschließlich des Quellgebietes befindet sich im Aist-Naarn-Kuppenland. Das Tobrabachtal zwischen der Stritzelmühle und dem Südrand der Ortschaft Tobra gehört zu den Südlichen Mühlviertler Randlagen. Das Gebiet in der Ebene südlich der Donau Straße und der Donauuferbahn liegt in der Raumeinheit Machland.

## Geschichte
Funde von flachen und durchlochten Beilen aus Serpentin lassen die Anwesenheit von Menschen im Tobrabachtal bereits in der Jungsteinzeit (rund 3500 Jahre vor Christus) vermuten.
Bei der Trennung der Besitzungen der Herren von Perg und Machland etwa um das Jahr 1100 bildete der Tobrabach die Grenze. Die Besitzungen westlich des Tobrabaches fiel den Herren von Perg zu. Die Besitzungen östlich des Tobrabaches fiel den Herren von Machland zu.
Der Tobrabach bildete 1142 bei der Gründung der Pfarre Pergkirchen die östliche Pfarrgrenze.  1784 bildete er die östliche Grenze der Katastralgemeinde Pergkirchen. 1848 bildete er die östliche Grenze der Ortsgemeinde Pergkirchen. Seit der Zusammenlegung der Ortsgemeinde Pergkirchen mit der Marktgemeinde Perg im Jahr 1938 bildet der Tobrabach großteils die östliche Grenze der 1969 zur Stadt erhobenen Marktgemeinde Perg.

## Wirtschaft
Entlang des Tobrabaches waren in früheren Jahren mehrere Wasserkraftanlagen in Betrieb: Schwerdtmühle (Freindorf Nr. 7). Hintermühle (Altenburg Nr. 5). Kropfmühle (Dörfl Nr. 12). Stritzlmühle (Priehetsberg Nr. 7). Stegschmied (Dörfl Nr. 13). Frühmühle (Am Tobrabach Nr. 14). Ertlmühle (Am Tobrabach Nr. 6).

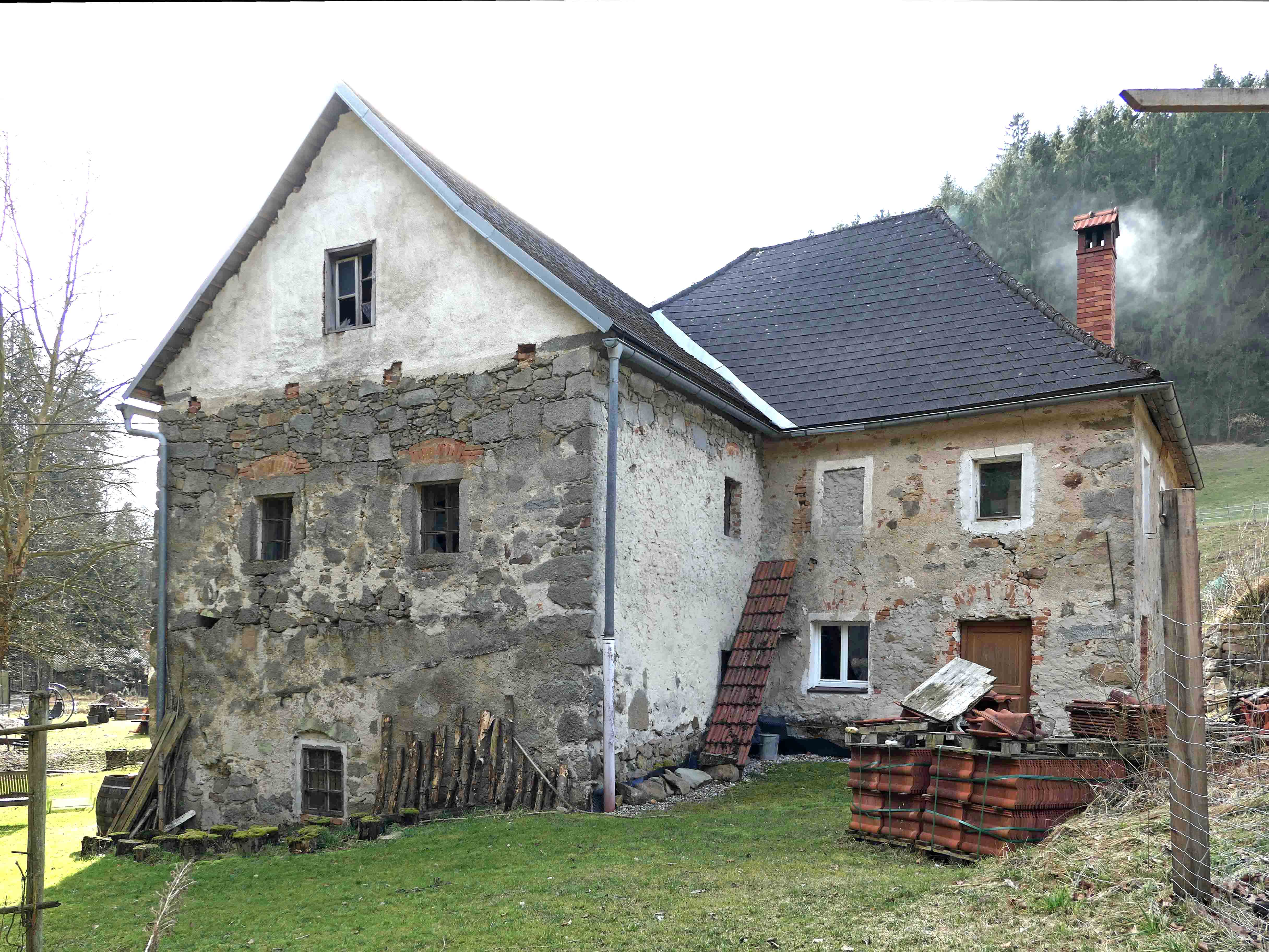
Kropfmühle
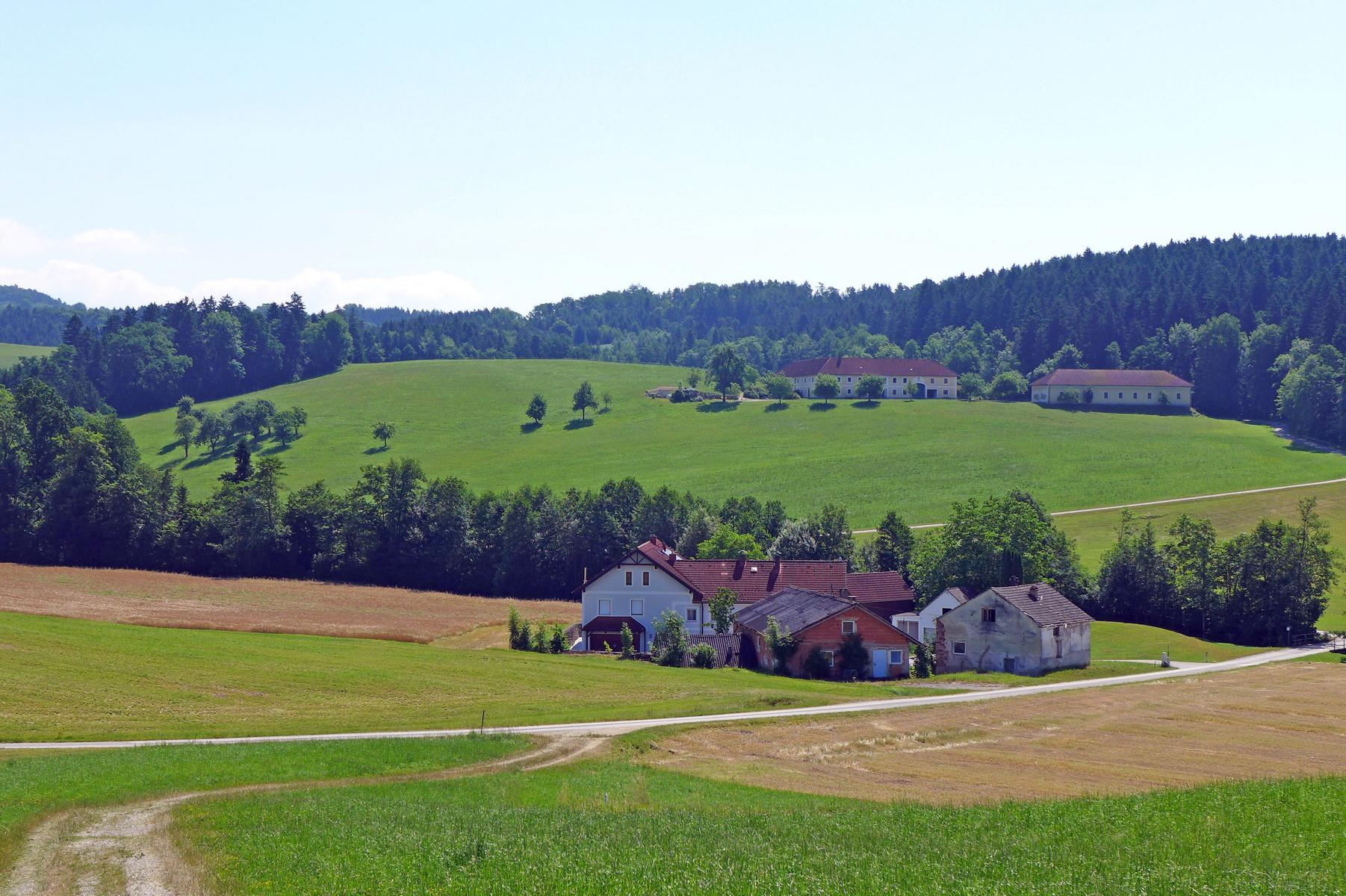
Oberes Tobrabachtal mit Stegschmied
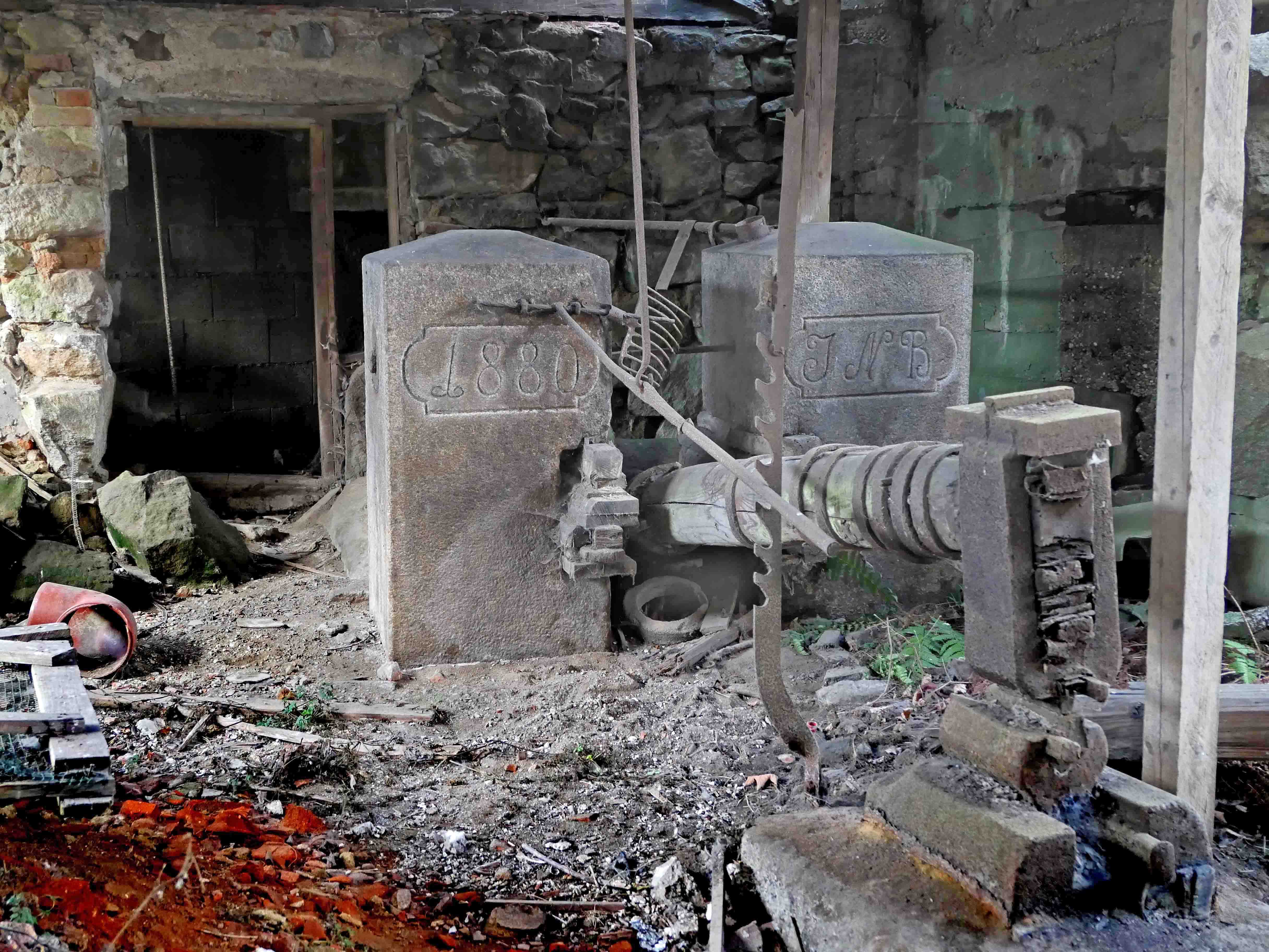
Stegschmied. Schwanzhammer
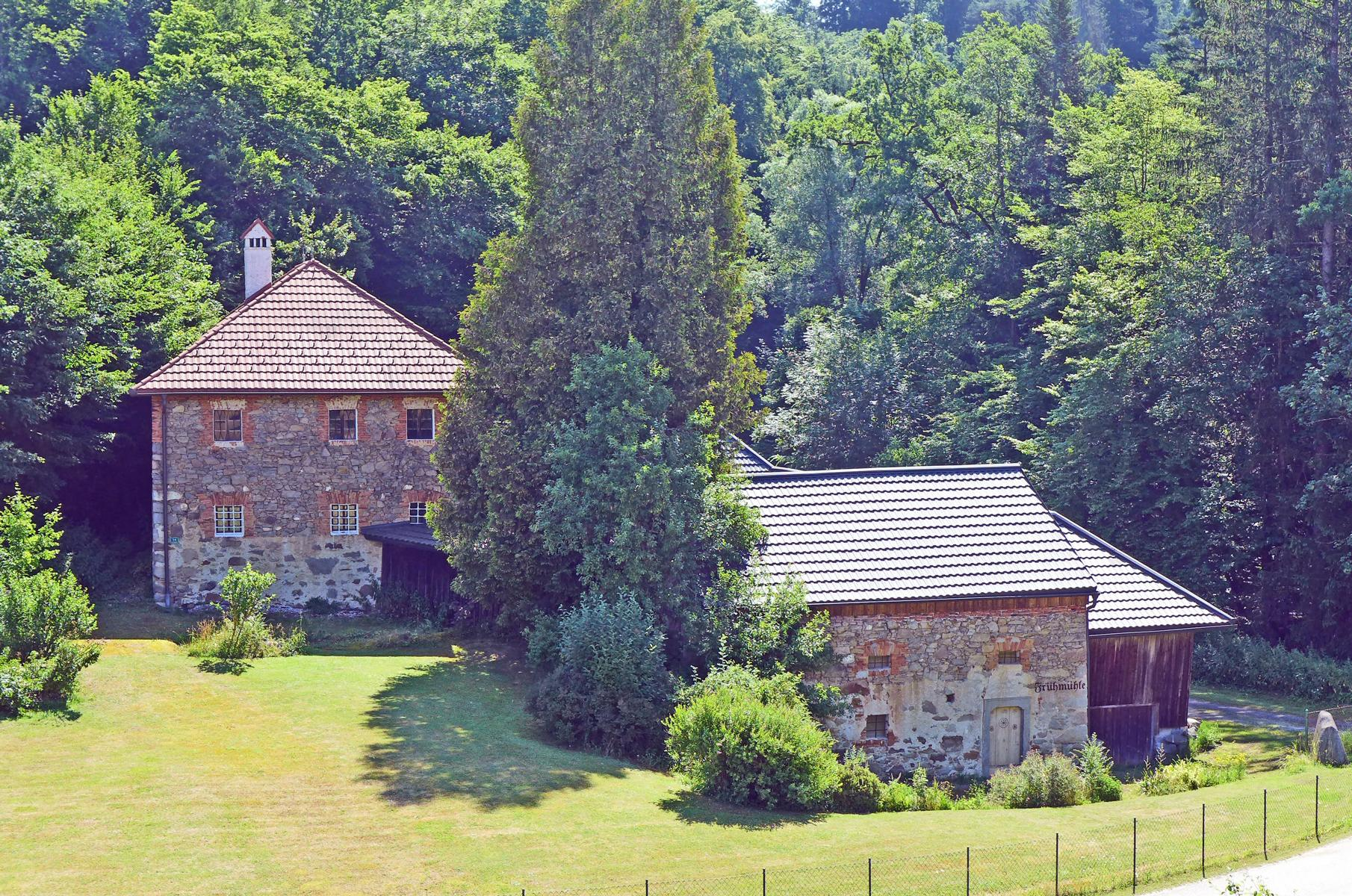
Frühmühle
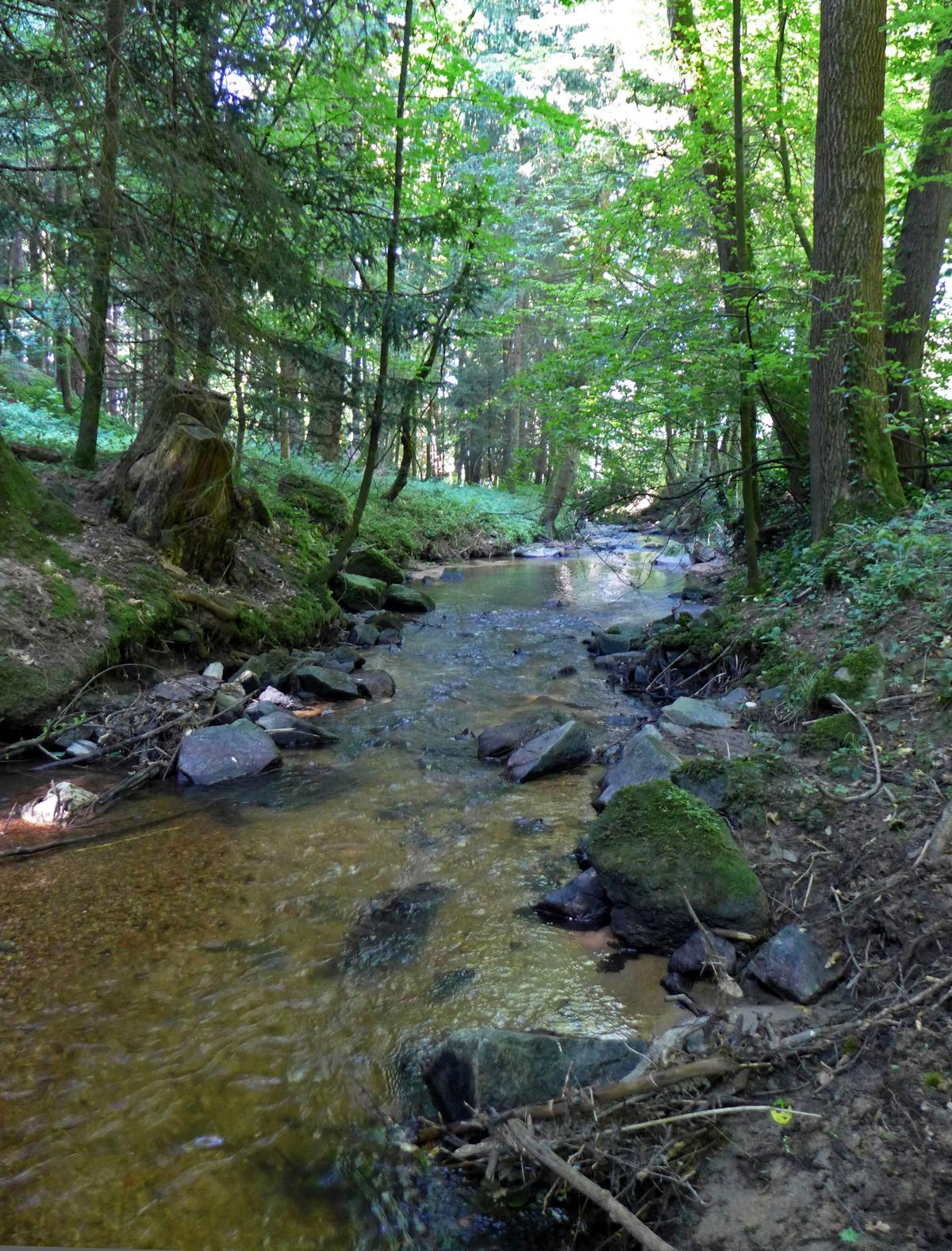
Mittleres Tobrabachtal. Waldstrecke

## Hochwasserschutz
Der Tobrabach erhielt ab 2014 das mit einer Höhe von 11 Metern größte Rückhaltebecken des Mühlviertels, das die Ortschaft Tobra vor künftigen Überflutungen schützen soll. Das neun Hektar große Staubebecken reicht von der Frühmühle bis zur Abzweigung des Güterwegs Urtaler und hat ein Fassungsvolumen von 233.000 Kubikmetern. Der Tobrabach nimmt Wasser aus einem 22 Quadratkilometer großen Einzugsgebiet, das die Gemeinden Windhaag, Münzbach, Perg und Arbing umfasst, wird im Hochwasserfall auf einer Länge von 200 Metern aufgestaut und die Durchflussmenge zu verringern. Geschützt werden 40 Häuser in der Ortschaft Tobra nördlich der Bundesstraße 3.